# Girl (Beck)
Girl är en låt av Beck. Låten släpptes som singel och återfinns på albumet Guero, utgivet den 29 mars 2005.
Beck har spelat låten live över 250 gånger.